# Paul Grijpma
Paulus Antonius Theodorus Maria Grijpma (Paul) Grijpma (Enschede, 15 juni 1948 – Amsterdam, 19 september 2022) was een Nederlands journalist en acteur.

## Biografie
Grijpma had als dertienjarige al abonnementen op de Volkskrant en De Tijd. Hij wilde acteur worden, maar omdat zijn vader dat een te onzeker bestaan vond volgde hij het Instituut voor de Autohandel. Via een autotechnisch persbureau kwam hij in de journalistiek terecht. Vanaf begin jaren zeventig was hij verslaggever bij onder meer het ANP, Het Parool en Elsevier.

### Suriname-primeur
Bij Het Parool nam hij de Suriname-portefeuille over van Karel Bagijn die naar het Algemeen Dagblad vertrok. Grijpma was een van de eerste Nederlandse journalisten die Suriname na de Sergeantencoup bezocht. Begin 1983 publiceerde hij in Het Parool de primeur dat de Surinaamse ambassadeur Henk Herrenberg eind 1982 ctact had gelegd tussen Suriname en een groep Colombiaanse cocaïnehandelaren die Suriname financieel zouden willen steunen. Herrenberg spande tegen Het Parool een kort geding aan, dat op 5 juli 1983 diende. Het Parool werd veroordeeld tot een rectificatie van het artikel, en diende zich te onthouden van commentaar op deze uitspraak. Het Parool ging in beroep. Op 17 november 1983 oordeelde het gerechtshof in hoger beroep dat de eis tot rectificatie ten onrechte was toegewezen.

### Acteur
Vanaf 1 november 1989 was Grijpma twaalf jaar verslaggever voor het NOS Journaal. Vervolgens werd hij mediatrainer. Als acteur was hij autodidact. Via zijn partner, de actrice Eva van Heijningen, kwam hij in aanraking met het theater. Hij speelde een rol in een Duitse opvoering van Rosemaries Baby. Daarnaast speelde hij een gastrol in de Duitse politieserie SOKO Köln.
Grijpma was verder onder andere senior reporter en producer bij de ARD, en eindredacteur van deBonjo, de krant over strafrecht en detentie van het Belangenoverleg Niet-Justitiegebonden Organisaties. Hij was van 2005 tot 2007 eindredacteur bij BVN, en coachte tv-journalisten van de Koerdische televisiezender KurdSat in Irak, adviseerde journalisten in Azerbeidzjan, en trainde journalisten in Bosnië. In 2010 maakte hij een programma bij Den Haag FM over de krachtwijken.
Hij overleed op 74-jarige leeftijd aan de gevolgen van een hartinfarct.